# Haplochromis pharyngomylus
Haplochromis pharyngomylus là một loài cá đã tuyệt chủng thuộc họ Cichlidae. Nó từng được tìm thấy ở Kenya, Tanzania, và Uganda. First được mô tả năm 1929, this fish was considered extinct by 1996.